# Palazzo Drago Ajroldi di Santacolomba
Il Palazzo Drago Ajroldi di Santacolomba è sito in via Vittorio Emanuele, angolo vicolo San Giuseppe d'Arimatea, nel centro storico di Palermo.

## Storia
Il palazzo nasce come presidio arabo lungo la primitiva direttrice del Cassaro, odierna via Vittorio Emanuele.
Stratificazioni di riedificazioni fino alla struttura nelle forme attuali assunte nel primo ventennio del XVIII secolo.

### Epoca sabauda e borbonica
Nel 1714 sotto il regno di Vittorio Amedeo II di Savoia il palazzo divenne proprietà di Casimiro Drago, presidente luogotenente di maestro giustiziere del Regno e marchese per concessione di Carlo VI imperatore nel 1724, in seguito del figlio Biagio II Drago. Quest'ultimo fu il promotore dell'apparato pittorico costituito da affreschi nelle volte dei saloni, tra cui degno di nota è quello di Olivio Sozzi Il Giudizio di Paride del 1745. 
Nel salone principale è raffigurato Paride fra Era ed Athena mentre sta donando ad Afrodite la mela fatale, in presenza di un gruppo di pastori. Sopra le nubi, Zeus osserva compiaciuto la scena che gli viene indicata da Hermes. Tutt'intorno si alternano fregi e cartocci, angeli musicanti in stucco di scuola serpottiana che svolazzano sulle armi della casata sormontate dalla corona nobiliare. L'opera firmata e datata è uno dei pochi affreschi di palazzo e dell'intera produzione dell'artista non di tema religioso.
Nell'Ottocento il palazzo passò agli Ajroldi, famiglia di origine lombarda, divenuti marchesi di Santa Colomba. Giovanbattista, deputato del regno, fece acquisto del titolo di marchese da Gaspare di Santa Colomba. Lo stile dell'architettura e delle decorazioni interne subì dapprima la contaminazione del barocco, amalgamati con gli elementi neoclassici dei vari ordini, per approdare infine al liberty.

### Epoca unitaria - XX secolo
Nel 1872 l'architetto Giovan Battista Filippo Basile eseguì lavori di perfezionamento. 
Secondo i canoni dell'Art Nouveau del primo Novecento, stile imperante nella Palermo dell'epoca, gli interni dei saloni più grandi furono decorati da Ettore De Maria Bergler e bottega. Altri ambienti di rappresentanza mantennero la decorazione originaria e gli affreschi realizzati da Olivio Sozzi.

### Epoca contemporanea
Ultimi proprietari, la famiglia Bertolino nella persona di Giovanni Bertolino, cui si devono i recenti restauri.
La dimora è destinata a casa museo aperta definitivamente al pubblico nella quale saranno ospitati opere di pittori contemporanei, fra esse tre dipinti di Francesco Lojacono.

## Esterno
Edificio con quattro elevazioni: piano terra con monumentale portale centrale rivolto a settentrione, ammezzato (due luci per ala), piano nobile e ultimo piano con una teoria di cinque balconi ciascuno.
Nel timpano ad arco spezzato del varco d'accesso è raffigurato un grande stemma del primitivo marchesato caratterizzato da una ghirlanda con drago ad ali spiegate sormontato da corona.

## Interno
Il piano nobile comprende una teoria di sale (enfilade):
- Sala Dell'Incarico: ambiente caratterizzato dall'affresco nella volta raffigurante il Pomo della Discordia;
- Sala del Trompe-l'œil: effetto caratterizzato da balconi, opera di Ettore De Maria Bergler;
- Sala Neoclassica: primitivo salone principale posto sull'asse longitudinale dell'edificio. Pitture caratterizzate da medaglioni, al centro una veduta di cielo con figura femminile e putti con fiori. L'ambiente custodisce le pitture di Francesco Lojacono;
- Sala dei Coralli: ambiente con decorazioni di stile pompeiano. Tra le figure femminili è ritratta Eleonora Duse, ospite del palazzo. In una vetrinetta sono custoditi oggetti personali appartenuti alla celebre attrice;
- Sala dei Piatti, ambiente caratterizzato dall'Allegoria della Primavera con cupidi volteggianti in aria;
- Saletta dei Paggi, l'ambiente custodisce memorie coloniali.
- Cortile con fontana all'interno al piano terra.